# FC Krumovgrad

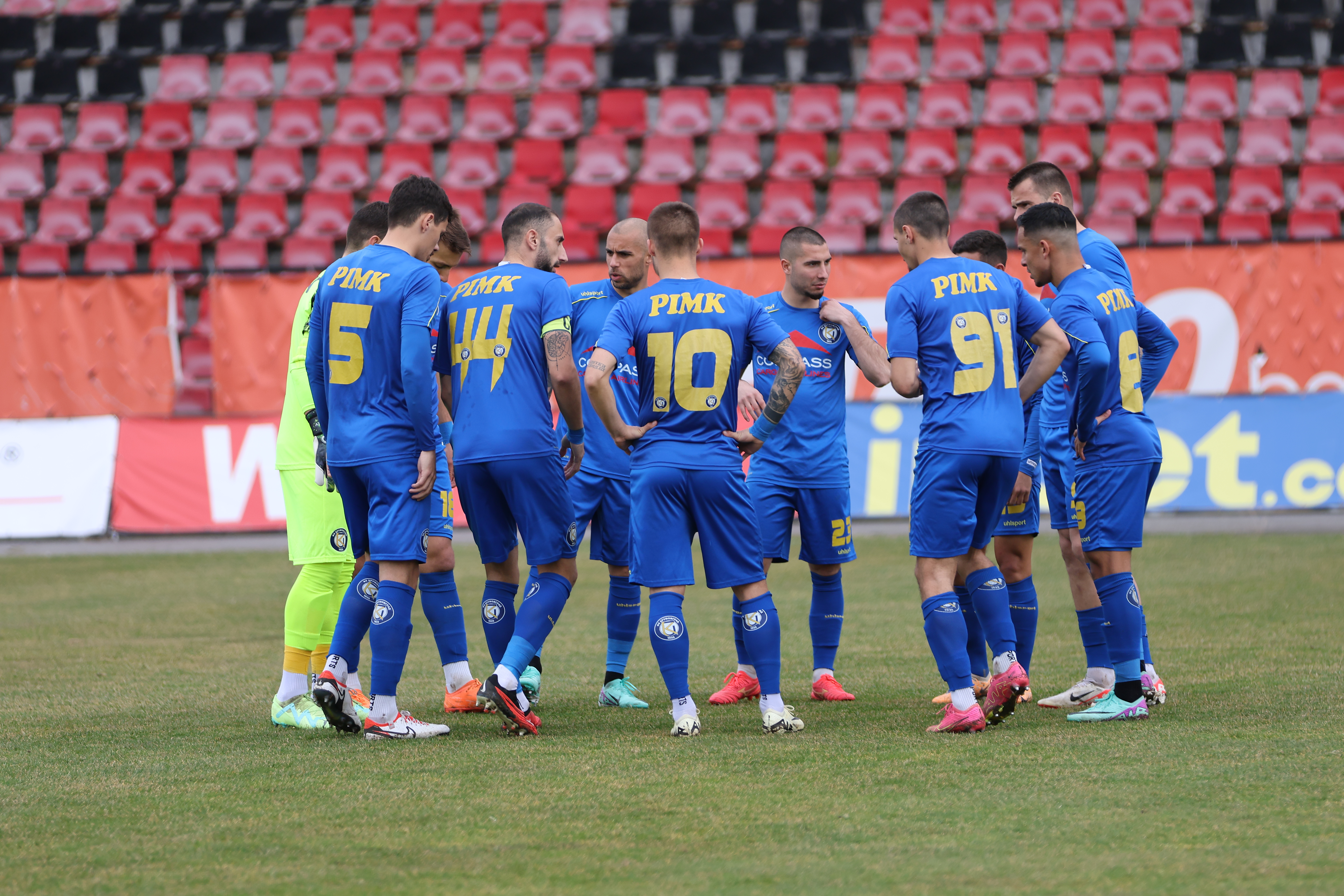

El FC Krumovgrad es un equipo de fútbol de Bulgaria que juega en la B PFG, la segunda división nacional.

## Historia
Fue fundado en el año 1925 en la ciudad de Krumovgrad con el nombre Levski Krumovgrad y principalmente estuvo en las ligas regionales. En 2005 el club es refundado como Levski 2000.
En 2021 juega por primera vez en la V AFG, la tercera división nacional y en septiembre de ese mismo año cambia su nombre por el de FC Krumovgrad, además de un cambio en su escudo. En esa temporada logra el ascenso a la B PFG por primera vez en su historia.
El 26 de marzo de 2023 logra el ascenso a la A PFG por primera vez el su historia.

## Palmarés
- South-East Third League (1): 2021–22